# Ayenia peregrina
Ayenia peregrina är en malvaväxtart som beskrevs av Cristóbal. Ayenia peregrina ingår i släktet Ayenia och familjen malvaväxter. Inga underarter finns listade i Catalogue of Life.